# Biswarea
Biswarea là một chi thực vật có hoa trong họ Cucurbitaceae.

## Loài
Chi Biswarea gồm các loài: